# Yongshan

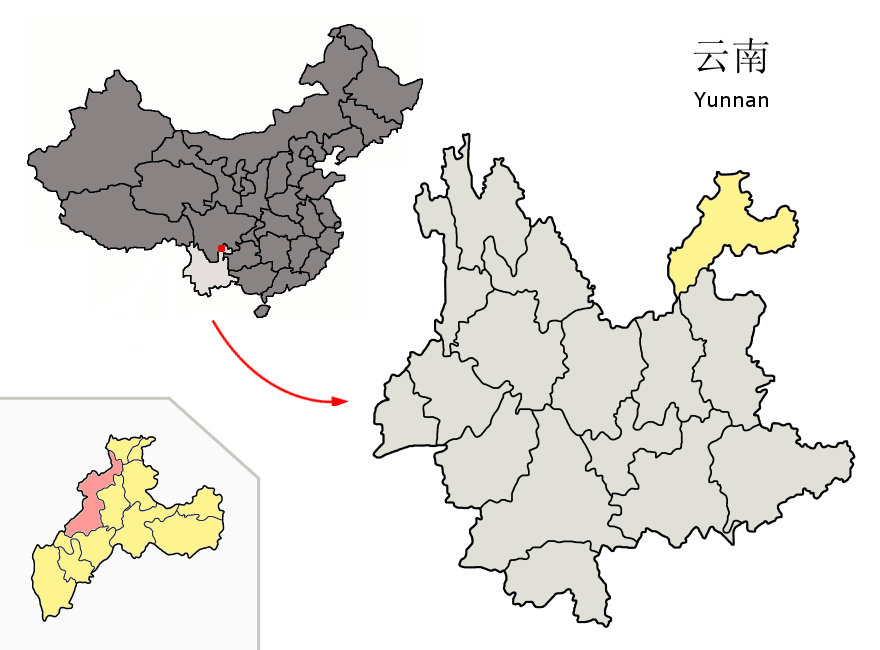
Lage des Kreises Yongshan (rosa) in der bezirksfreien Stadt Zhaotong (gelb)

Der Kreis Yongshan (永善县,  Yǒngshàn Xiàn) ist ein Kreis der bezirksfreien Stadt Zhaotong im Nordosten der chinesischen Provinz Yunnan. Sein Hauptort ist die Großgemeinde Xiluodu (溪落渡镇). Der Kreis Yongshan hat eine Fläche von 2.779 km² und zählt 349.157 Einwohner (Stand: Zensus 2020).

## Administrative Gliederung
Auf Gemeindeebene setzt sich der Kreis aus sechs Großgemeinden und neun Gemeinden zusammen. 